# André Kana-Biyik
André Kana-Biyik (Sackbayeme, Yaundé, Camerún; 1 de septiembre de 1965) es un exfutbolista camerunés. Jugaba de defensa. Hermano de François, comenzó su carrera profesional en el Diamant Yaoundé. Jugó en la Ligue 1 de Francia entre 1988 y 1994.
Fue internacional absoluto por la selección de Camerún entre 1986 y 1994, participando en las Copas Mundiales de 1990 y 1994.
Su hijo Jean-Armel Kana-Biyik también es futbolista profesional.

## Selección nacional
André fue expulsado en el primer encuentro de la Copa del Mundo 1990 contra Argentina, su selección ganó por 1-0 con gol de su hermano François.

### Participaciones en Copas del Mundo
| Copa            | Sede           | Resultado        |
| --------------- | -------------- | ---------------- |
| Mundial de 1990 | Italia         | Cuartos de final |
| Mundial de 1994 | Estados Unidos | Primera fase     |

### Participaciones en Copas Africanas
| Copa                           | Sede      | Resultado    |
| ------------------------------ | --------- | ------------ |
| Copa Africana de Naciones 1986 | Egipto    | Final        |
| Copa Africana de Naciones 1988 | Marruecos | Campeón      |
| Copa Africana de Naciones 1990 | Argelia   | Primera fase |
| Copa Africana de Naciones 1992 | Senegal   | Cuarto lugar |

## Clubes
| Club            | País    | Año       |
| --------------- | ------- | --------- |
| Diamant Yaoundé | Camerún | 1986-1988 |
| FC Metz         | Francia | 1988-1990 |
| Le Havre        | Francia | 1990-1994 |